# Panolis flamma
Panolis flamma är en fjärilsart som beskrevs av Fabricius 1787. Panolis flamma ingår i släktet Panolis och familjen nattflyn. Inga underarter finns listade i Catalogue of Life.